# Halimium pauanum
Halimium pauanum là một loài thực vật có hoa trong họ Nham mân khôi. Loài này được Font Quer mô tả khoa học đầu tiên năm 1931.